# Luke Macfarlane

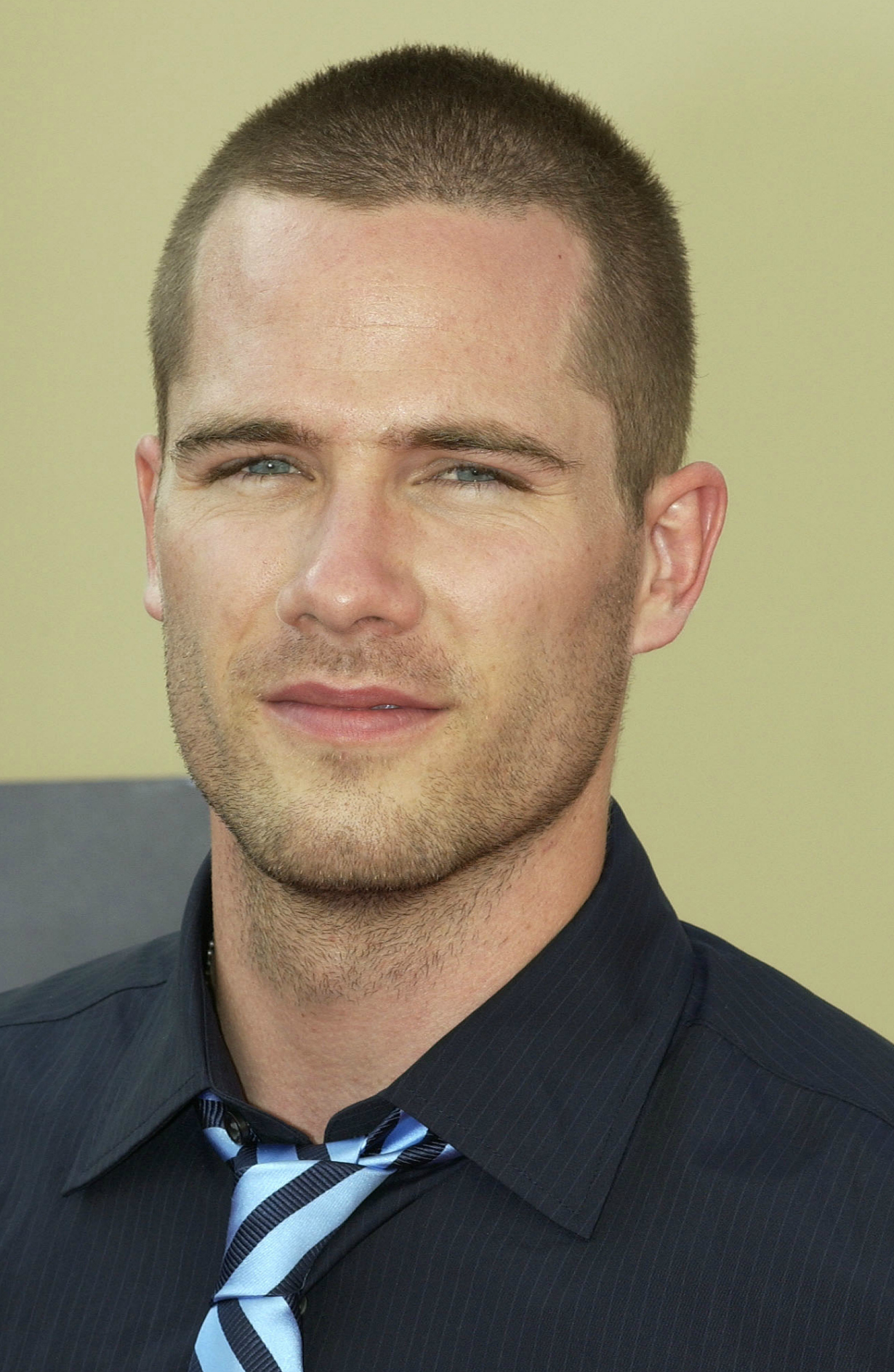
Luke Macfarlane (2006)

Thomas Luke Macfarlane Jr. (* 19. Januar 1980 in London, Ontario) ist ein kanadischer Schauspieler.

## Leben
Zusammen mit seiner Zwillingsschwester Ruth besuchte Macfarlane die London Central Secondary School in seiner Heimatstadt. Er war der Frontmann der im schulischen Umfeld gegründeten Band Fellow Nameless, die er aber verließ, um in der Drama Division der Juilliard School in New York City zu studieren. Er studierte dort mit einem vierjährigen Stipendium und graduierte schließlich 2003.
Seine erste Rolle in einem größeren Film bekam er 2004 in Kinsey – Die Wahrheit über Sex. Er spielte darin Bruce, den Sohn des Sexualforschers Alfred Kinsey. In der Fernsehserie Over There – Kommando Irak spielte er den Private Frank Dumphy. Von 2006 bis 2011 spielt er die Rolle des Scotty Wandell in der ABC-Serie Brothers & Sisters.
Von 2014 an verkörperte er den Rick Lincoln in der Krankenhausserie The Night Shift. Seit 2015 war er in der kanadischen SF-Serie Killjoys als „D’avin Jaqobis“ zu sehen.
Im April 2008 sprach Macfarlane in einem Interview mit der kanadischen Zeitung The Globe and Mail zum ersten Mal öffentlich über seine Homosexualität. Als Grund für den Zeitpunkt nannte er seine Rolle bei Brothers & Sisters: Im Staffelfinale haben Scotty und Kevin geheiratet.

## Filmografie (Auswahl)
- 2004: Kinsey – Die Wahrheit über Sex (Kinsey)
- 2004: Tanner on Tanner (Fernsehserie, 4 Folgen)
- 2005: Over There – Kommando Irak (Over There, Fernsehserie, 13 Folgen)
- 2006–2011: Brothers & Sisters (Fernsehserie, 89 Folgen)
- 2007: Supreme Courtships
- 2009: Iron Road (Miniserie, 2 Folgen)
- 2012: Beauty and the Beast (Fernsehserie, Folge 1x02)
- 2013: Satisfaction (Fernsehserie, 13 Folgen)
- 2013: Person of Interest (Fernsehserie, Folge 2x17)
- 2013: Smash (Fernsehserie, 2 Folgen)
- 2014–2017: The Night Shift (Fernsehserie, 10 Folgen)
- 2015: Christmas Land (Fernsehfilm)
- 2015–2019: Killjoys (Fernsehserie, 48 Folgen)
- 2016: Mein Fake-Date (The Mistletoe Promise, Fernsehfilm)
- 2017: Maggies Weihnachtswunder (Maggie’s Christmas Miracle, Fernsehfilm)
- 2018: Meine zauberhaften Weihnachtsschuhe (A Shoe Addict’s Christmas, Fernsehfilm)
- 2019: Rendezvous mit einem Schneemann (Sense, Sensibility & Snowman, Fernsehfilm)
- 2021: Single All the Way
- 2022: Bros
- 2022: Ein Leuchtturm zum Verlieben (Moriah’s Lighthouse, Fernsehfilm)
- seit 2023: Platonic (Fernsehserie)
- 2024:  Hacks (Fernsehserie, 1 Folge)